# González Cañero
Los González Cañero fueron una saga de ensambladores y entalladores de Écija (Andalucía, España). 

## Biografías y obras documentadas
El primero de ellos fue Juan José González Cañero, nacido hacia 1680. En 1719 consta que vivía en la calle Carreras y, posteriormente, se trasladó a la calle Bachiller, ambas en la collación de Santa Cruz. Entre 1730 y 1748 colaboró con el maestro carpintero Alonso Tejero en la elaboración de la sillería alta del coro de la Iglesia de Santa Cruz de su pueblo. En 1733 le encargaron la realización del retablo mayor de la Iglesia de los Remedios de Estepa, trabajo que realizó hasta 1741, encargándose otro de las esculturas del mismo. En 1734 se encargó, junto con su hijo Bartolomé, de la realización del retablo de la capilla de San Francisco de Paula del convento de los capuchinos de Cabra. Además, junto con el citado Bartolomé, realizó el retablo mayor y los retablos laterales, dedicados a San Joaquín y Santa Ana, de la Ermita de Nuestra Señora del Valle de Santaella.
Bartolomé González Cañero, también vivió en la collación de Santa Cruz de Écija, concretamente en la Puerta de Palma. En 1769 alquiló unas casas por tres años en la misma plaza de la Iglesia de Santa Cruz. En 1746 concluyó el retablo de la Virgen de Belén de la sacristía de la Iglesia de Santiago de su pueblo. También realizó la decoración tallada de un armario de archivo, construido por el carpintero Antonio Gómez, para la Iglesia de San Juan Bautista de esta localidad. En 1762 consta que estaba trabajando en la realización de las cajoneras de la Sacristía de la Iglesia de Santa Cruz de este pueblo. Entre 1758 y 1762 Bartolomé y su hijo Antonio realizaron la sillería del coro de la Iglesia de Santa Bárbara ecijana. En 1769 finalizó la decoración de la capilla del Sagrario de la Iglesia de Santiago de Écija, con talla de madera y yesería, para lo cual contó con la colaboración del maestro carpintero Francisco de Segovia. En esta labor también se incluyeron el retablo de la Virgen de la Soledad y las puertas. Esta capilla fue inaugurada en 1790 con la participación del beato Diego José de Cádiz.
Antonio González Cañero nació en 1739. Se casó con Antonia Muñoz, con quien tuvo cuatro hijos: Pedro, Antonio (nacido 1770), Luis y María de los Dolores. Tuvo su vivienda en la calle Juan Antonio de la collación de Santa Cruz. Falleció el 21 de diciembre de 1801 y fue enterrado en esa parroquia. En 1761 realizó la caja del órgano de la Iglesia de Santa Bárbara de Écija. Entre 1770 y 1777 realizó la sillería baja del coro de la Iglesia de Santa Cruz ecijana y, por las mismas fechas, realizó tres sillones para el presbiterio del mismo templo. En 1779 realizó la caja del órgano de la Iglesia de Santiago de Écija.